# 1220 Крокус
1220 Крокус (1220 Crocus) — астероїд головного поясу, відкритий 11 лютого 1932 року.
Тіссеранів параметр щодо Юпітера — 3,218.